# Schoenomyzina unicolor
Schoenomyzina unicolor är en tvåvingeart som först beskrevs av Stein 1911.  Schoenomyzina unicolor ingår i släktet Schoenomyzina och familjen husflugor.
Artens utbredningsområde är Peru. Inga underarter finns listade i Catalogue of Life.